# Silio Boccanera Júnior
Silio Boccanera Júnior (Salvador, 3 de fevereiro de 1863 - Salvador, 31 de agosto de 1928) foi um engenheiro, teatrólogo, historiador e jornalista brasileiro, considerado um dos principais autores sobre teatro no país. 
Foi, no dizer de Consuelo Pondé de Sena, um "brilhante jornalista" que "é, e continuará sendo, pelos tempos fora, fonte obrigatória de consulta para tantos quantos se dediquem ao conhecimento da trajetória histórica da Bahia e da sua gente."  Registrou Fernanda Villela Bastos Bispo, da Universidade Federal Fluminense que foi "Considerado pelo seu biógrafo, Cândido Costa, o maior propugnador, na Bahia, do teatro nobre, edificante e utilitário, defendia-o como verdadeira escola de moral, de costumes, de educação e de civismo de um povo" e ainda que "intelectual destacado na época, Silio Boccanera Jr. foi membro de diversas sociedades ligadas à cultura, escreveu livros que contam a história do teatro na Bahia e no Brasil, foi redator de importantes periódicos baianos e escreveu também para o teatro em parceria com o poeta Alexandre Fernandes".

## Biografia
Filho do vice-cônsul da Espanha na Bahia o comendador Silio Boccanera, cavaleiro da Real Ordem de Isabel a Católica, com a natural desse estado Emília Rodrigues Vaz, fez os estudos iniciais na cidade natal, vindo mais tarde a se formar engenheiro pela Escola Politécnica do Rio de Janeiro, profissão que iniciou na cidade de Cachoeira, onde além de trabalhar na Estrada de Ferro Central da Bahia, escrevia para um jornal local (de 1880 a cerca de 1885).
Casado em 1883 em primeiras núpcias com Maria Leonor de Freitas, da família do Visconde de Caravelas, com ela teve dez filhos; dez anos depois tornou-se diretor do Teatro São João e em 1903 voltou a se casar com a viúva do pintor Augusto Rodrigues Duarte, a atriz, escritora e compositora Luísa Leonardo de quem viria a se desquitar em 1913.
Raul de Freitas Boccanera, seu filho nascido em 1884, formou-se em Direito na Bahia e exerceu a magistratura em Bagé; outro deles, Silio Boccanera Neto, formado em Medicina, foi membro fundador da Academia de Letras da Bahia e depois radicou-se no Rio de Janeiro, onde exerceu com sucesso a clínica médica.
Entre 1908 e 1911 assumiu a função diplomática que fora do pai, com a morte deste, sendo nomeado cônsul honorário espanhol; o rei Afonso XIII de Espanha o condecorou com a Cruz da Ordem Militar do Mérito Naval, primeira classe, por serviços prestados à marinha espanhola.
Boccanera integrou diversas agremiações literárias e culturais da Bahia, do Brasil e do exterior, foi membro fundador do Instituto Geográfico e Histórico da Bahia e honorário da Academia Pernambucana de Letras, sendo considerado um dos maiores biógrafos do músico Carlos Gomes.

## Crítica
| “                     | Antes do mais: condenando, como condeno, in limine, as peças de gênero livre, por considerar o Teatro uma escola edificadora, de elevados ensinamentos, onde a linguagem e os costumes devem exemplificar, para a superioridade espiritual e nunca para sua degradação; onde se deve respirar a atmosfera que oxigena a vida social, e não a perniciosa e mefítica, que, além de tudo, avilta,envenena e desonra a Arte | ” |
| — Silio Boccanera Jr. | |   |

Conservador, Boccanera Jr. foi defensor da censura no teatro, sendo um dos críticos da presença do maxixe nas peças teatrais e ainda da revista, embora ele mesmo tenha sido autor de peças neste último estilo, manifestando em artigos que "as artes e as letras dramáticas foram sendo relegadas ao abandono e ao desprezo, pois já não havia mais espaço para romances, poesias, amores ou sentimentalismos, mas apenas para peculatos e impunidades" sendo um dos autores que viam "o cinema como principal inimigo do teatro, grande responsável por dar o “tiro de misericórdia” na arte falada, já em processo de decadência", como registrou a pesquisadora Fernanda Villela Bastos Bispo.
Essa postura do autor é reforçada por Daniel Rebouças Carvalho, para quem Boccanera "via apenas decadência artística diante da popularidade do teatro ligeiro no país, marcado pelas musicalidades afro-brasileiras".